# مارتا وینرایت
مارتا وینرایت (انگلیسی: Martha Wainwright؛ زادهٔ ۸ مهٔ ۱۹۷۶) یک موسیقی‌دان اهل ایالات متحده آمریکا است. وی از سال ۱۹۹۶ میلادی تاکنون مشغول فعالیت بوده‌است.